# Responsabilité de l'État français
En droit français, la responsabilité de l'État ou responsabilité administrative est l'obligation pour l'administration de réparer les préjudices causés par son activité ou celle de ses agents. 
La responsabilité de l'administration peut être engagée pour toutes les activités de l'administration mais obéit à un régime différent de celle du droit civil.
Pour la responsabilité contractuelle, voir l'article « contrat administratif ».

## Histoire de la responsabilité publique
« Tout fait quelconque de l'homme, qui cause à autrui un dommage, oblige celui par la faute duquel il est arrivé à le réparer. »

— Code civil, Art. 1240

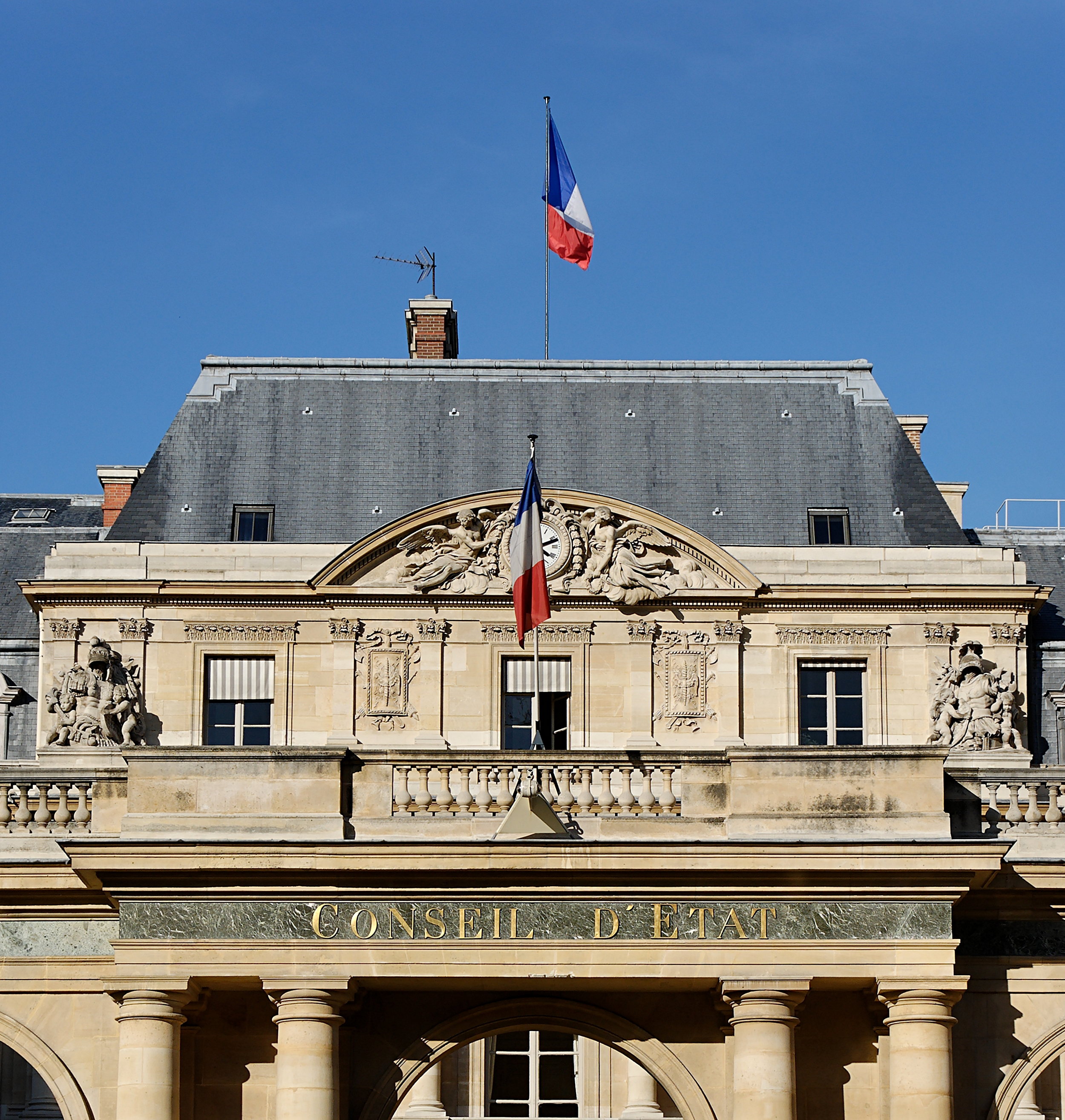
Fronton du Conseil d'État

Jusqu'à la fin du XIXe siècle, l'irresponsabilité de la puissance publique était pourtant le principe. Les hypothèses de responsabilité administrative se limitant aux seuls cas où une loi en décidait expressément ainsi (c'était par exemple le cas des dommages causés aux bâtiments par les travaux publics). Il était en effet considéré, dans la lignée de l'adage le roi ne peut mal faire, que les actes de la souveraineté nationale ne pouvaient être jugés par un tribunal. La possibilité d'obtenir réparation des dommages n'était ouverte que par le recours gracieux, c'est-à-dire l'appel à la bonne volonté des dirigeants.

### Apparition d'une responsabilité publique
Le 8 février 1873, le Tribunal des conflits par l'arrêt Blanco reconnait une responsabilité de principe des personnes publiques.

« Considérant que la responsabilité, qui peut incomber à l'Etat, pour les dommages causés aux particuliers par le fait des personnes qu'il emploie dans le service public, ne peut être régie par les principes qui sont établis dans le Code civil, pour les rapports de particulier à particulier
Que cette responsabilité n'est ni générale, ni absolue ; qu'elle a ses règles spéciales qui varient suivant les besoins du service et la nécessité de concilier les droits de l'Etat avec les droits privés
Que, dès lors, aux termes des lois ci-dessus visées, l'autorité administrative est seule compétente pour en connaître »

— Tribunal des conflits, Lecture du samedi 8 février 1873, n°00012, publié au recueil Lebon
Cependant, du fait de la mission de service public qui leur est confiée, cette responsabilité ne saurait être régie par les règles du Code Civil. Le contentieux de la responsabilité administrative est confié au juge administratif.

### La constitutionnalisation de la responsabilité publique
La constitutionnalisation du droit a abouti à l'empêchement, du fait de normes constitutionnelles, de la création, même légale, de régimes d'irresponsabilité publique (pour faute).
Ainsi, le Conseil constitutionnel a censuré l'article 8 de la Loi relative au développement des institutions représentatives du personnel disposant « qu'aucune action ne peut être intentée à l'encontre de salariés, de représentants du personnel élus ou désignés ou d'organisations syndicales de salariés, en réparation des dommages causés par un conflit collectif du travail ou à l'occasion de celui-ci, hormis les actions en réparation du dommage causé par une infraction pénale et du dommage causé par des faits manifestement insusceptibles de se rattacher à l'exercice du droit de grève ou du droit syndical» en se fondant sur le principe d'égalité et en considérant que, si "en certaines matières, le législateur a institué des régimes de réparation dérogeant partiellement à ce principe", "le droit français ne comporte, en aucune matière, de régime soustrayant à toute réparation les dommages résultant de fautes civiles imputables à des personnes physiques ou morales de droit privé, quelle que soit la gravité de ces fautes".
Le conseil constitutionnel a par ailleurs noté que « Nul ne saurait, par une disposition générale de la loi être exonéré de toute responsabilité personnelle quelle que soit la nature ou la gravité de l'acte qui lui est imputé», à l'occasion de son contrôle d'une loi sur la liberté de communication.
De ces décisions, il se déduit que la Constitution empêche tout régime général et absolu d'irresponsabilité publique qui ignorerait la gravité de la faute.

### Les grands arrêts du droit de la responsabilité publique
Dans la foulée de l'arrêt Blanco, la jurisprudence va élaborer les règles de la responsabilité administrative à travers plusieurs grands arrêts :

## Les conditions générales du droit à réparation

### L'imputabilité du fait dommageable
Les faits ou activités à l'origine du préjudice confèrent la responsabilité à la personne physique ou morale dont ils dépendent.
L'action qui permet au défendeur de faire un recours contre quelqu'un permet, dans le cas où un service public est organisé avec l'aide de plus d'une personne, la possibilité de réparation par l'une de ces mêmes personnes.

#### La responsabilité pour faute
Durant l'Ancien Régime, les représentants de l'État sont protégés et ne sont responsables que devant la monarchie elle-même. Cette règle remonte à l'empire romain. Excepté par la Constituante et la Convention, le principe est maintenu, les fonctionnaires ont une immunité et irresponsabilité juridique, pour protéger les fonctions. Le Consulat constitutionnalise une protection étendue, seule l'administration peut décider de la procédure juridique :  

« Les agents du gouvernement, autres que les ministres, ne peuvent être poursuivis pour des faits relatifs à leurs fonctions, qu'en vertu d'une décision du conseil d'État : en ce cas, la poursuite a lieu devant les tribunaux ordinaires. »

— Constitution de l'an VIII, Art. 75
Or, un décret du 19 septembre 1870, pris par le gouvernement de la Défense nationale, vient abroger la garantie des fonctionnaires. Le Tribunal des Conflits a donc apporté en 1873 avec l'arrêt Pelletier, un des grands arrêts administratifs, la distinction entre faute de service engageant la responsabilité de l'administration et la faute personnelle engageant la responsabilité de l'agent, fondée sur le droit commun.
Cette distinction est précisée par Édouard Laferrière : « La faute personnelle est celle qui révèle l'homme avec ses faiblesses, ses passions, ses imprudences ; la faute de service est celle de l'administrateur plus ou moins sujet à erreur ».
La jurisprudence ainsi que plusieurs législations, en 1983 et 2016, explicitent la protection qui est favorable aux agents mais autorise l'action en justice,.

##### Faute de service
Une faute de service correspond à une défaillance dans l'organisation ou le fonctionnement normal du service public. Elle peut consister en un fait matériel ou en un acte juridique.

###### Identification de la faute de l'administration
Elle peut être collective et anonyme, ou imputable à une personne physique individualisée. Même dans ce cas, la faute qui n'est pas détachable du service n'entraînera pas la responsabilité personnelle de son auteur.
Plus simplement, la faute de service peut résulter de l'édiction d'un acte administratif illégal, mesure qui sera toujours constitutive d'une faute, mais qui pourra être atténuée en cas de faute lourde de l'autorité chargée, le cas échéant, d'un contrôle de légalité sur de tels actes. Depuis 1992, le juge administratif rend également fautif l'acte réglementaire pris en application d'une loi dont il aura écarté l'application du fait de sa contrariété avec une convention internationale. Si le juge administratif reconnaît depuis longtemps l'existence d'une responsabilité sans faute du fait des lois, il a également condamné l'État à réparation "en raison des obligations qui sont les siennes pour assurer le respect des conventions internationales par les autorités publiques, pour réparer l'ensemble des préjudices qui résultent de l'intervention d'une loi adoptée en méconnaissance des engagements internationaux de la France", sans toutefois qualifier l'acte législatif écarté de fautif.
Une infraction pénale ne sera pas forcément considérée comme une faute personnelle.

###### Intensité de la faute
Cependant, la responsabilité de l'administration n'est "ni générale, ni absolue", et ainsi, toutes les fautes, même avérées, ne sont pas susceptibles de l'engager. Durant longtemps, le juge a exigé la preuve d'une faute lourde pour engager la responsabilité administrative, et ce du fait de la difficulté à assurer les services publics.
La jurisprudence administrative, animée par la volonté de garantir plus aisément l'indemnisation des victimes, a progressivement réduit le champ des activités pour lesquelles une faute lourde est exigée. Ainsi, il n'est plus nécessaire d'apporter la preuve d'une faute lourde pour engager la responsabilité des services fiscaux, des établissements hospitaliers, des services d'aide médicale d’urgence, des services de lutte contre l’incendie ou encore de la police des édifices menaçant ruine.
La faute simple suffit désormais en principe à engager la responsabilité de l'administration.
Quelques activités administratives seulement demeurent toujours épargnées par le déclin de la faute lourde en matière de responsabilité administrative. Il s'agit notamment des activités des juridictions judiciaires et administratives, des activités de contrôle ou de tutelle et notamment du contrôle de légalité effectué par le préfet sur les actes des collectivités territoriales et des activités de la Commission bancaire dans le contrôle des organismes de crédit.

##### Faute personnelle
Les fautes personnelles sont de plusieurs types, selon leur proximité avec le service. Les fautes, même personnelles, mais "non dépourvues de tout lien avec le service" n'exonèrent pas l'administration de sa responsabilité :
- C'est en premier lieu la faute commise dans l'exécution du service mais qui, en raison de sa particulière gravité, est "détachable du service public" et peut être qualifiée sans que le juge judiciaire ait à apprécier le fonctionnement du service. Notamment, est constitutive d'une faute personnelle l'acte préjudiciable commis par malveillance[51], ou encore celui "injustifié au regard des pratiques administratives normales"[52]. Dans ces cas là, le juge retient que c'est la motivation personnelle et donc extérieure au service qui a provoqué la faute. Il est toutefois des cas où un agent, dans le cadre de son service et sans animosité, peut commettre une faute qualifiée de personnelle tant elle relève d'une inexcusable négligence ou imprudence[53].

- En second lieu, sont constitutives de fautes personnelles celles certes non commises dans l'exécution du service, mais qui ne sauraient être regardées comme "dépourvues de tout lien avec le service", par exemple, fumer une cigarette durant une mission de sapeur-pompier[54]. Plus rarement, il peut s'agir de la faute commise en dehors du service mais avec des moyens obtenus par le service, tels qu'une arme à feu[55].

Enfin, les fautes personnelles sans lien avec le service, qui auraient donc pu être commises par n'importe quel citoyen, sont soumises au droit commun.
- Il s'agit notamment de celles commises en dehors du service et dépourvues de tout lien avec lui, qui engagent alors la seule responsabilité civile de l'agent[56].

La conséquence d'une telle gradation est que, si la faute personnelle ouvre l'action en réparation contre l'agent au nom de sa responsabilité civile, celle non dépourvue de lien avec le service ne peut avoir pour conséquence de dégager l'administration de sa responsabilité à l'égard de la victime. En effet, le juge considère notamment que si une faute a été accomplie au moyen du matériel du service, c'est que celui-ci l'a partiellement engendrée.

##### Le cumul de fautes et le cumul de responsabilités
La jurisprudence va introduire en 1911 et 1918 les notions de cumul de fautes et de cumul de responsabilités, afin de permettre aux victimes d'obtenir plus facilement réparation des préjudices en mettant en cause la responsabilité de l'État devant la juridiction administrative qu'en faisant appel à une réparation sur les deniers personnels des agents fautifs.
Avec CE, 3 février 1911 Anguet, identifie la possibilité d'un cumul de fautes à l'origine d'un préjudice : dans le cas d'espèce, sont cumulées une faute de service consistant en la fermeture d'un bureau de poste avant l'heure officielle et une faute personnelle des agents qui ont brutalisé un usager au point de lui casser la jambe pour le faire sortir. Le sieur Anguet peut donc à raison engager la responsabilité de l'État devant le juge administratif.
L'arrêt CE 26 juillet 1918 époux Lemonnier pose le principe du cumul de responsabilités sur une même faute s'analysant à la fois comme une faute de service et comme une faute personnelle (faute d'un maire qui avait autorisé l'installation d'un stand de tir sans prendre les mesures de sécurité nécessaire de sorte qu'une personne avait été blessé par une balle).
À la suite de l'arrêt CE, 18 novembre 1949, Dlle Mimeur, il est considéré que des fautes personnelles commises en dehors du service pourront engager la responsabilité de l'État dès lors que ces fautes ne seront pas dépourvue de tout lien avec lui. La victime peut réclamer réparation à l'administration ou à l'agent.
Dans le cadre d'un cumul de fautes ou de responsabilité l'administration ou les agents condamnés peuvent ensuite engager une action récursoire  devant le juge administratif : l'administration condamnée sur la base d'une faute personnelle non dépourvue de tout lien avec le service peut diriger son action contre l'agent fautif afin de récupérer tout ou partie de la somme versée en dédommagement (CE, 28 juillet 1951, Laruelle). Réciproquement, l'agent peut obtenir de l'administration le remboursement d'une partie de l'indemnité versée en cas de partage de responsabilité (CE, 28 juillet 1951, Delville). 
Pour le fonctionnaire, cette action est garantie par le statut général de la fonction publique. "Lorsqu'un fonctionnaire a été poursuivi par un tiers pour faute de service et que le conflit d'attribution n'a pas été élevé", celui-ci peut demander à bénéficier d'une protection fonctionnelle organisée par la collectivité publique.

##### La preuve de la faute
La faute doit toujours être prouvée, la charge de la preuve incombant au demandeur, conformément à l'adage actori incumbit probatio. Il existe toutefois des cas dans lesquels la victime est dispensée de l'obligation de prouver l'existence d'une faute administrative.
- L'usager d'un ouvrage public victime d'un dommage accidentel bénéficie d'une présomption de vice de conception ou de défaut d'entretien normal de cet ouvrage [59];
- défaut d'organisation du service public hospitalier, exemple, maladie grave contractée à la suite d'un soin courant[60];
- défaut de surveillance systématique, exemple un enfant se noie dans une piscine municipale.

Ces régimes permettent aux victimes d'être réparées même dans les cas où la faute, pourtant très probable, serait difficile à prouver. Il ne s'agit cependant pas d'un régime de responsabilité sans faute, il exige d'une part de la victime d'établir un lien de causalité entre le fait de l'administration, présumé fautif, et le préjudice, mais surtout, cette présomption n'est pas irréfragable. L'Administration peut logiquement s'exonérer si elle parvient à prouver l'absence de faute.

#### La responsabilité sans faute
La responsabilité sans faute est engagée dans deux cas :
- la responsabilité pour rupture de l'égalité devant les charges publiques.
- la responsabilité pour risque

##### La responsabilité pour risque
La responsabilité pour risque est engagée en cas de chose ou d'activité dangereuse entraînant un préjudice :
- dépôt d'explosif qui explose
- méthodes dangereuses comme les méthodes libérales de rééducation, les malades mentaux en sortie d'essai, les détenus en permission de sortie…

Elle est également engagée au profit des collaborateurs occasionnels ou bénévoles du service public, par exemple, un accident lors d'une sortie scolaire accompagnée par des parents d'élève.

##### La responsabilité pour rupture de l'égalité devant les charges publiques
Cette responsabilité est mise en œuvre chaque fois qu'un particulier est victime d'un dommage anormal, c'est-à-dire présentant un caractère certain de gravité, et spécial résultant de situations ou de mesures par l'effet desquelles certains membres de la collectivité sont « sacrifiés » à l'intérêt général.
La responsabilité pour dommage permanent de travaux publics recouvre les inconvénients de voisinage résultant de l'exécution de travaux publics, ou bien de l'existence ou du fonctionnement d'ouvrages publics.
Si ce type de responsabilité existe, c'est essentiellement pour faire respecter un droit primordial, celui de l'indemnisation des quelques personnes qui sont " sacrifiées " pour l'intérêt de tous (le préjudice causé devant avoir deux critères cumulatif: anormalité ⇒ gravité et spécialité).
La responsabilité de l'État du fait des lois ou des conventions internationales : la responsabilité de l'État peut être reconnue en cas de rupture de l'égalité devant les charges publiques.
C'est l'arrêt du Conseil d'État du 14 janvier 1938, " Société La Fleurette " qui marque cette responsabilité étatique.
En effet, l'interdiction de la gradine, (ersatz de crème) fait peser une charge reconnue comme grave et spéciale sur la société à cause de l'État, il doit donc l'indemniser 
Cette charge est anormale, car la société rencontre un grave dommage commercial. La gradine étant le seul produit que cette société fabriquait.
La responsabilité du fait des décisions administratives régulières : Si un acte individuel provoque une rupture de l'égalité devant les charges publiques, alors les charges dont il est lui-même créateur doivent être indemnisées.

### La relation de causalité
Le préjudice doit pouvoir être imputé à l’Administration pour qu’il y ait réparation. Une relation de causalité doit donc être prouvée, de nature directe, entre l'action dommageable et le préjudice lui-même.
Par exemple, le préfet autorise une détention d'arme et le possesseur de l'arme tue une personne. Si l'autorisation de détention d'arme intervient très peu de temps avant le crime l'État peut être condamné (l'auteur le sera lui, bien évidemment au pénal).
Cette causalité doit être démontrée par la victime elle-même.

#### Exonération ou atténuation de la responsabilité
La responsabilité de l’Administration peut être écartée partiellement ou totalement, ou encore aggravée selon certaines circonstances. Dans ces cas, il revient à l'administration d'établir la circonstance l'exonérant.

##### La force majeure
Un événement extérieur à l’activité administrative et présentant un caractère imprévisible et irrésistible est susceptible d'exonérer la responsabilité de l'Administration. Toutefois, la responsabilité peut n’être qu’atténuée si elle est par ailleurs aggravée par le comportement de l’Administration.

##### Le fait d'un tiers
Les réparations ne sont pas calculées in solidum, en conséquence la victime devra engager plusieurs actions.

##### Le cas fortuit
Un cas fortuit est un fait imprévisible mais rattaché au fonctionnement du service et qui l’exonère partiellement. Notion floue, elle a pu être distinguée de la force majeure dans la mesure où elle ne constituait pas une impossibilité absolue qui se serait opposée au responsable, ou encore par son caractère intérieur tandis que la force majeure serait extérieure. Le cas fortuit se rapproche encore du risque, mais celui-ci a eu tendance au contraire à trouver un responsable, notamment dans l'employeur. Pour ces raisons, le cas fortuit, reconnu un temps par le juge administratif, a progressivement disparu de la jurisprudence administrative qui ne le distingue donc presque plus de la force majeure.

##### Le fait de la victime
Le fait de la victime est considéré comme pouvant exonérer, ou atténuer la responsabilité de l'administration, et ce, indépendamment du régime de responsabilité appliqué.
Les faits concernés comprennent évidemment le cas de la violation d'une obligation légale par la victime, mais aussi le cas de son imprudence, ou encore lorsque la situation risquée dans laquelle s'est elle-même placée la victime est à l'origine du dommage, on parle alors d'exception du risque accepté.
Par ailleurs, sont entendus comme faits de la victime les faits des demandeurs, mais aussi de ceux qui peuvent l'engager. Ainsi, la faute de la victime peut être opposée à ses parents, comme celle du conducteur au transporté, de l'assuré à l'assureur, ou encore du préposé à l'employeur. Le fait de la victime postérieur au dommage ne saurait exonérer le responsable.

### L'existence d'un préjudice

#### Identification du préjudice
Il existe des conditions particulières pour qu'un préjudice soit reconnu et ouvre donc le droit à réparation. Il doit être direct, certain, personnel et évaluable financièrement. Si l’action en responsabilité se situe sur le terrain de la responsabilité sans faute pour rupture égalité devant les charges publiques, le préjudice devra par ailleurs être anormal et spécial. 
Par "direct", on entend que le préjudice est une conséquence immédiate de l'activité administrative.
Par "certain", qu'il est ou bien actuel ou s'il existe de forte présomption qu'il se produise dans le futur. Ainsi un préjudice éventuel comme l'aide qu'aurait pu apporter à ses parents un enfant mortellement blessé dans un accident, n'est pas certain. En revanche, la perte d'une chance sérieuse à la réussite d'un concours, à la conclusion d'un contrat, à recourir à l'avortement (CE, 1997, Époux Quarez)... ouvrent droit à réparation.

#### Les principes de l'évaluation
La responsabilité administrative est réparatrice et non sanctionnatrice, par exemple dans le cas du jugement du 27 décembre 2001 du TA de Besançon. Des fonctionnaires français ayant cotisé en Afrique ont vu leur retraite diminuer à la suite d'une dévaluation du franc CFA, dans certains corps des compensations ont été prévues, dans d'autres non. Le tribunal, constatant le préjudice, a accordé une indemnisation. Il ne s'agit donc pas de sanctionner une faute, mais bien de réparer un préjudice. La Cour européenne des droits de l'homme partage cette approche.
La réparation du préjudice causé se fait le plus souvent en euros, mais la réparation en nature peut être demandée à titre facultatif. Toutefois, les conclusions d'une requête devant le juge administratif doivent être chiffrées. Le chiffrage ne lie pas le juge dans l'évaluation du préjudice à laquelle il procède, mais le juge ne pourra statuer au-delà du montant total réclamé par le requérant.
La victime ne devant être ni appauvrie ni enrichie, l'indemnité doit donc réparer intégralement le préjudice, mais sans l'excéder. En effet, une personne ne doit jamais être obligée de payer une somme lorsqu'il est avéré qu'elle ne la doit pas, c'est aussi vrai pour les personnes publiques.

##### Date d'évaluation
En ce qui concerne les dommages matériels, le juge les a longtemps évalués à la date de leur réalisation. Dans la mesure où l'inflation monétaire dévalue la réparation, le juge a ensuite admis que "l'évaluation des dégâts […] devait être faite à la date où, leur cause ayant pris fin et leur étendue étant connue, il pouvait être procédé aux travaux destinés à les réparer". Les éventuels retards de la victime à procéder aux réparations lui incombent, sauf si elle montre qu'elle était pour cela confrontée à une impossibilité, par exemple financière.
En ce qui concerne les dommages corporels, et pour les mêmes raisons, la jurisprudence a évolué. Le préjudice est évalué à la date à laquelle le juge statue, avec prise en compte de toutes les modifications intervenues jusqu'alors, mais également "de la responsabilité qui peut incomber l'intéressé dans le retard apporté à la réparation du dommage".

#### Les éléments de l'indemnisation
Le juge répare évidemment les préjudices matériels, mais également moraux. Ceux-ci sont plus complexes :
- d'ordre psychologique ou moral, atteinte à la réputation ou à l'honneur, atteintes à la dignité humaine (harcèlement).
- souffrance physique ou pretium doloris à la suite d'un accident physique ou intervention chirurgicale.
- préjudice esthétique c'est-à-dire gêne ou regrets éprouvés par une personne à la vue ou à la pensée des atteintes portées à son harmonie corporelle.
- douleur morale ou pretium affectionis c'est-à-dire le préjudice d'affection lié par exemple à la perte d'un être cher, et reconnu pour la première fois en 1961[78].
- troubles dans les conditions d'existence, c'est-à-dire tous les désagréments qui n'entrent pas dans les catégories précédentes, par exemple les difficultés scolaires d'un enfant après un accident.
- les atteintes de toute nature résultant d'une séroconversion HIV (idem pour les conséquences d'une exposition a l'amiante, l'ESB etc.).

Peuvent être réparés non seulement les préjudices subis par la victime immédiate du fait dommageable, mais aussi, dans le cas du décès de la victime, ceux atteignant par ricochet ses ayants droit. Ceux-ci peuvent voir réparer le préjudice matériel lié aux frais médicaux, ou encore funéraires, ou à la perte de revenus entraînée par le décès de la victime. En outre, lorsque le décès a entraîné un trouble dans les conditions d'existence des proches de la victime, le juge administratif en prononce la réparation. Enfin, le juge reconnaît la douleur morale des proches.
Le capital réparant un préjudice n'est pas imposable.
Outre l'indemnité principale sont allouées des indemnités accessoires : 
- intérêts moratoires sur l'indemnité principale calculés sur le délai d'instruction, ses intérêts peuvent être capitalisés (intérêts sur les intérêts) selon les articles 1153 et 1154 du code civil
- intérêts compensatoires si la victime justifie d'un retard anormal à obtenir le versement de l'indemnité principale (CE 2 mars 1962 Caucheteux et Desmonts).

## Les régimes spécifiques de responsabilité de l'administration

### La jurisprudence a confié plusieurs régimes de responsabilité de l'administration au juge judiciaire
Ces régimes de responsabilité échappent au droit de la responsabilité administrative et sont régis par le droit commun de la responsabilité civile.
- La gestion privée.

- La faute personnelle détachable.

- La réparation des dommages résultant d'une voie de fait ou d'une emprise irrégulière.

- La responsabilité extracontractuelle des SPIC hormis s'il s'agit d'un dommage de travaux publics et qu'il a été causé à un tiers.

### Les régimes spécifiques de responsabilité de l'administration créés par le législateur
- Le régime des dommages causés par les attroupements et les rassemblements de personnes (L 2216-3 CGCT). L'État indemnise les dommages, quelle que soit leur nature.

- Le régime de responsabilité des personnes publiques à raison des accidents causés par les véhicules administratifs, qu'ils soient publics ou privés, loi du 31 décembre 1957.

- Le régime des fautes des membres de l'enseignement, loi du 5 avril 1937. La responsabilité de l'État se substitue à celle des enseignants.

- Le régime des dommages causés par les services des assemblées parlementaires, ordonnance du 17 novembre 1958. La responsabilité pour faute de l'État se substitue à l'ensemble des personnes agissant comme organes administratifs des assemblées.

- Les préjudices résultant des vaccinations obligatoires (Article L3111-9 du CSP[81]).

- L'indemnisation des personnes atteintes de SIDA post-transfusionnel, loi du 31 décembre 1991.

- L'indemnisation des dommages causés par les actes de terrorisme, loi du 9 septembre 1986 relative à la lutte contre le terrorisme.

- La loi du 4 mars 2002 « droit des malades » prévoit l'indemnisation de l'aléa thérapeutique par la solidarité nationale pour des dommages d'une certaine gravité, soit une responsabilité sans faute, ainsi que pour les maladies nosocomiales (infections contractées en milieu hospitalier) et les maladies iatrogènes (liées à la prise de médicament), même en l'absence de faute, à la charge de l'assureur du professionnel ou de l'établissement ou à celle de la solidarité nationale (ONIAM) selon la gravité du dommage.